# Klinikum Freital
Das Klinikum Freital (bis 2014: Krankenhaus Freital) ist als Teil der Helios Weißeritztal-Kliniken mit 340 Betten ein Akutkrankenhaus der Regelversorgung sowie akademisches Lehrkrankenhaus der Technischen Universität Dresden für die Region um Freital. Es befindet sich im Stadtteil Deuben.

## Geschichte
Zu Beginn des 20. Jahrhunderts wurde von der damaligen, etwa 10.000 Einwohner umfassenden Gemeinde Deuben die Einrichtung eines eigenen Krankenhauses angestrebt. Dazu wurden frühere Wohnhäuser an der Wehrstraße umgenutzt. Im März 1909 erfolgte schließlich die hygienische Abnahme durch die Amtshauptmannschaft Dresden-Altstadt. Nach der Gründung Freitals 1921 wurde das Deubener Krankenhaus zum Stadtkrankenhaus. Im Jahr 1927 wurden die zwei Wohnhäuser mit einem viergeschossigen Zwischenbau verbunden, der unter anderem einen elektrischen Fahrstuhl zum Personentransport beherbergte. Es entstand der später als Haus A bezeichnete Gebäudekomplex, an dem zwischen 1937 und 1939 ein weiterer Anbau entstand.
Nach Einrichtung des Kreises Freital wurde das Krankenhaus zum Kreiskrankenhaus ausgebaut. Zwischen 1956 und 1960 entstanden ein neues Bettenhaus (Haus C) sowie ein neuer Eingangsbereich. Zwischen 1977 und 1986 wurde ein weiteres Funktionsgebäude (Haus F) errichtet.
Entwicklung der Bettenzahl bis 1969:
- 1923: ca. 60 Betten
- 1928: 85 Betten
- 1937: 104 Betten
- 1969: 455 Betten (inkl. vier Außenstellen)

Nach 1990 fanden wiederum umfangreiche Sanierungs- und Ausbaumaßnahmen statt. Zwischen 1993 und 1997 wurde das Krankenhaus komplett umgebaut: neu wurde das Haus G errichtet, anstelle des alten Hauses A entstand das Haus H, Haus C und F wurden saniert und umgebaut.
Im Jahr 1996 ging das Krankenhaus von kommunaler Trägerschaft an die Verwaltungsgesellschaft der Klinik Bavaria über. Diese verkaufte das Haus 1999 an die Rhön-Klinikum AG.
Nachdem 1999 weitere Anbauten erfolgt waren, führte die Nähe zur Weißeritz dazu, dass das Krankenhaus während des Augusthochwassers 2002 evakuiert werden musste. Einige Patienten wurden in Räumlichkeiten des Berufsschulzentrums in Freital-Burgk untergebracht. Als Konsequenz daraus wurden die Hochwasserschutzmaßnahmen rund um das Krankenhaus verbessert, dazu zählt die Errichtung eines Walls um den Gebäudekomplex, der bei Hochwasser mit einbaubaren Elementen geschlossen werden kann.
Im Jahr 2004 wurden die Betreiberfirmen der Krankenhäuser in Freital und Dippoldiswalde zur Weißeritztal-Kliniken GmbH vereinigt. Im Februar 2014 verkaufte die Rhön-Klinikum AG die Weißeritztal-Kliniken an die Helios-Gruppe. Die beiden Krankenhäuser firmieren seitdem unter der Dachmarke Helios Weißeritztal-Kliniken als Klinik Dippoldiswalde bzw. Klinikum Freital.

## Einrichtungen
Stationen
- Kinder- und Jugendmedizin (seit 1. Dezember 2024 geschlossen)
- Schmerztherapie
- Gastroenterologie
- Kardiologie und Angiologie
- Unfallchirurgie und Orthopädie
- Gefäßchirurgie
- Gynäkologie und Geburtshilfe (seit 1. Dezember 2024 geschlossen)
- Diabetologie
- Altersmedizin
- Viszeralchirurgie
- Intensivtherapie

Zentren
- Adipositaszentrum
- Brustzentrum
- Darmzentrum
- Endoprothetikzentrum
- Gefäßzentrum
- Diabeteszentrum
- Regionales Traumazentrum